# Championnats d'Europe de triathlon 2002
Navigation
Édition précédente Édition suivante
Les championnats d'Europe de triathlon 2002 sont la dix-huitième édition des championnats d'Europe de triathlon, une compétition internationale de triathlon sous l'égide de la fédération européenne de ce sport. L'épreuve est constituée de 1 500 mètres de natation, 40 kilomètres de vélo puis 10 kilomètres de course à pied.
Cette édition se tient dans la ville hongroise de Győr et elle est remportée par l'espagnol Ivan Rana chez les hommes et par la belge Kathleen Smet chez les femmes.

## Palmarès

### Hommes
| Rang               | Triathlète       | Temps           |
| ------------------ | ---------------- | --------------- |
| Médaille d'or      | Ivan Rana        | 1 h 47 min 46 s |
| Médaille d'argent  | Filip Ospalý     | 1 h 47 min 47 s |
| Médaille de bronze | Maik Petzold     | 1 h 47 min 49 s |
| 4                  | Rasmus Henning   | 1 h 48 min 1 s  |
| 5                  | Daniel Unger     | 1 h 48 min 15 s |
| 6                  | Marc Jenkins     | 1 h 48 min 24 s |
| 7                  | Richard Stannard | 1 h 48 min 46 s |
| 8                  | Paul Amey        | 1 h 48 min 51 s |
| 9                  | Evgeny Morozov   | 1 h 49 min 8 s  |
| 10                 | Dirk Bockel      | 1 h 49 min 30 s |

### Femmes
| Rang               | Triathlète       | Temps           |
| ------------------ | ---------------- | --------------- |
| Médaille d'or      | Kathleen Smet    | 1 h 59 min 5 s  |
| Médaille d'argent  | Leanda Cave      | 1 h 59 min 9 s  |
| Médaille de bronze | Christiane Pilz  | 1 h 59 min 25 s |
| 4                  | Nina Anisimova   | 1 h 59 min 52 s |
| 5                  | Lenka Radová     | 1 h 59 min 54 s |
| 6                  | Brigitte McMahon | 1 h 59 min 54 s |
| 7                  | Nathalie Daumas  | 1 h 59 min 58 s |
| 8                  | Nadia Cortassa   | 2 h 0 min 1 s   |
| 9                  | Ana Burgos       | 2 h 0 min 8 s   |
| 10                 | Andrea Whitcombe | 2 h 0 min 24 s  |